# Крыницкий, Владислав Павел
Влади́слав Па́вел Крыни́цкий (пол. Władysław Paweł Krynicki; 28 июня 1861, Влоцлавек, Российская империя — 7 декабря 1928, Влоцлавек, Польша) — католический прелат, ректор Высшей духовной семинарии во Влоцлавеке, епископ Влоцлавека с 21 ноября 1927 года по 7 декабря 1928 год.

## Биография
Обучался в Императорской духовной академии в Санкт-Петербурге, по окончании которой был рукоположён в священника в 1885 году. Возвратившись в Польшу, служил в различных приходах епархии Влоцлавека. Был ректором Высшей духовной семинарии во Влоцлавке.
29 июля 1918 года Римский папа Бенедикт XV назначил Владислава Крыницкого титулярным епископом Ахантуса и вспомогательным епископом епархии Влоцлавека. 10 ноября 1918 года состоялось рукоположение Владислава Коыницкого в епископа, которое совершил гнезненский архиепископ Эдмунд Дальбор в сослужении с епископом Влоцлавека Казимежом Здзитовецким и епископом Плоцка Антонием Нововейским.
21 ноября 1927 года Римский папа Пий XI назначил Владислава Крыницкого епископом Влоцлавека. 
Скончался 7 декабря 1928 года.